# تاکاشی کییاما
تاکاشی کییاما (انگلیسی: Takashi Kiyama؛ زادهٔ ۱۸ فوریهٔ ۱۹۷۲) بازیکن فوتبال اهل ژاپن است.
از باشگاه‌هایی که در آن بازی کرده‌است می‌توان به باشگاه فوتبال گامبا اوساکا و باشگاه فوتبال کونسادول ساپورو اشاره کرد.